# Герб Меди
Ге́рб Ме́ди — офіційний символ міста Меда, Португалія. Використовується як територіальний герб. У срібному щиті зелена копиця (порт. mêda) пшениці із золотими контурами, на вершині якої колосок також кольору. Копиця стоїть на чорній землі із зеленими рослинами. Щит увінчує срібна мурована міська корона з п'ятьма вежами.  Під щитом біла стрічка, на якій великими літерами напис португальською: «vila de Mêda» (містечко Меда).  Офіційно затверджений 8 листопада 1935 року.  

## Галерея

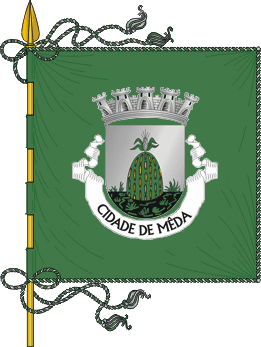
Прапор